# هاوک (کمیک)
هاوک (به انگلیسی: Havok) با نام اصلی الکساندر "الکس" سامرز یک شخصیت خیالی ابرقهرمان در کتاب‌های کامیک منتشر شده توسط مارول کامیکس، که اغلب با مجموعه مردان اکس در ارتباط است. شخصیت هاوک توسط آرنولد دریک، دان هک و نیل آدامز خلق شده‌است؛ که برای نخستین بار در شمارهٔ ۵۴ از مجموعه مردان-ایکس غیرطبیعی در مارس ۱۹۶۹ حضور پیدا کرد. او قادر به تولید انرژی پلاسمای قدرتمندی می‌باشد که حتی خودش به سختی توانایی کنترل آن را دارد. او پسر کوچک کریستوفر سامرز و همسرش کاترین آن است، و همچنین برادر کوچکتر سایکلاپس، و برادر بزرگتر ولکان به‌شمار می‌رود.
نقش هاوک را لوکاس تیل، به عنوان یکی از اعضای گروه مردان ایکس در فیلم‌های مردان ایکس: کلاس اول سال ۲۰۱۱، مردان ایکس: روزهای گذشته آینده سال ۲۰۱۴ و مردان ایکس: آپوکالیپس در سال ۲۰۱۶ ایفا کرده است.